# 小野神社 (多摩市)
小野神社（おのじんじゃ）は、東京都多摩市にある神社。式内社論社、武蔵国一宮を称する。旧社格は郷社。

## 概要
『延喜式神名帳』に記載されている式内社「武蔵国多磨郡 小野神社」の論社の1つ。論社には他に府中市の小野神社がある。多摩川の氾濫にともない遷座を繰り返した結果2社になったとも、どちらかが本社でもう一方は分祠であるともいわれる。また、当社は武蔵国の一宮とされた。
社殿、鳥居、隋神門、賽銭箱、神輿などには菊花紋章（十六菊の紋章）が取り付けられている。後北条氏、太田道灌らの崇敬を受けて栄えた。江戸時代には一宮大明神と称され、江戸幕府より朱印地15石を寄進されている。
1880年に神奈川県から、1873年（明治6年）12月にさかのぼって、郷社に列格することとなった。

## 祭神
主祭神は以下の8柱。
- 天下春命
- 瀬織津比咩命
- 伊弉諾尊
- 素盞嗚尊
- 大己貴大神
- 瓊々杵尊
- 彦火火出見尊
- 倉稲魂命

古くは小野氏祖の天押帯日子命を祀っていたという説がある。

## 式内社「小野神社」の歴史
中世には近在に武蔵国府が存在し、武蔵国一宮であった。武州六大明神の一つとされ、これらを祀る武蔵国総社の大國魂神社（六所宮）には「一宮」として祀られている。
「小野社」の名が初めて見られる史料として宝亀3年（772年）に作成された太政官符があげられ、「多磨郡□野社（多磨郡小野社を指すと思われる）」の記述がある。
『日本三代実録』では元慶8年（884年）7月15日、従五位上から正五位上に昇格との記載がある。また、10世紀前半に成立した『延喜式神名帳』では小社として式内社に列している。
『吾妻鏡』の治承5年(1181年)4月の記事に『是以武藏國多西郡内吉富并一宮蓮光寺等』とあり「蓮光寺」（多摩市連光寺付近）と共に「一宮」（多摩市一ノ宮付近）の名が記述されており、「一宮」と「蓮光寺」を含めた形で「吉富」（京王線百草園駅 - 中河原駅の一帯）と記述している。
このほか、南北朝期の『神道集』には、小野神社が一宮として記載されている。

## 境内

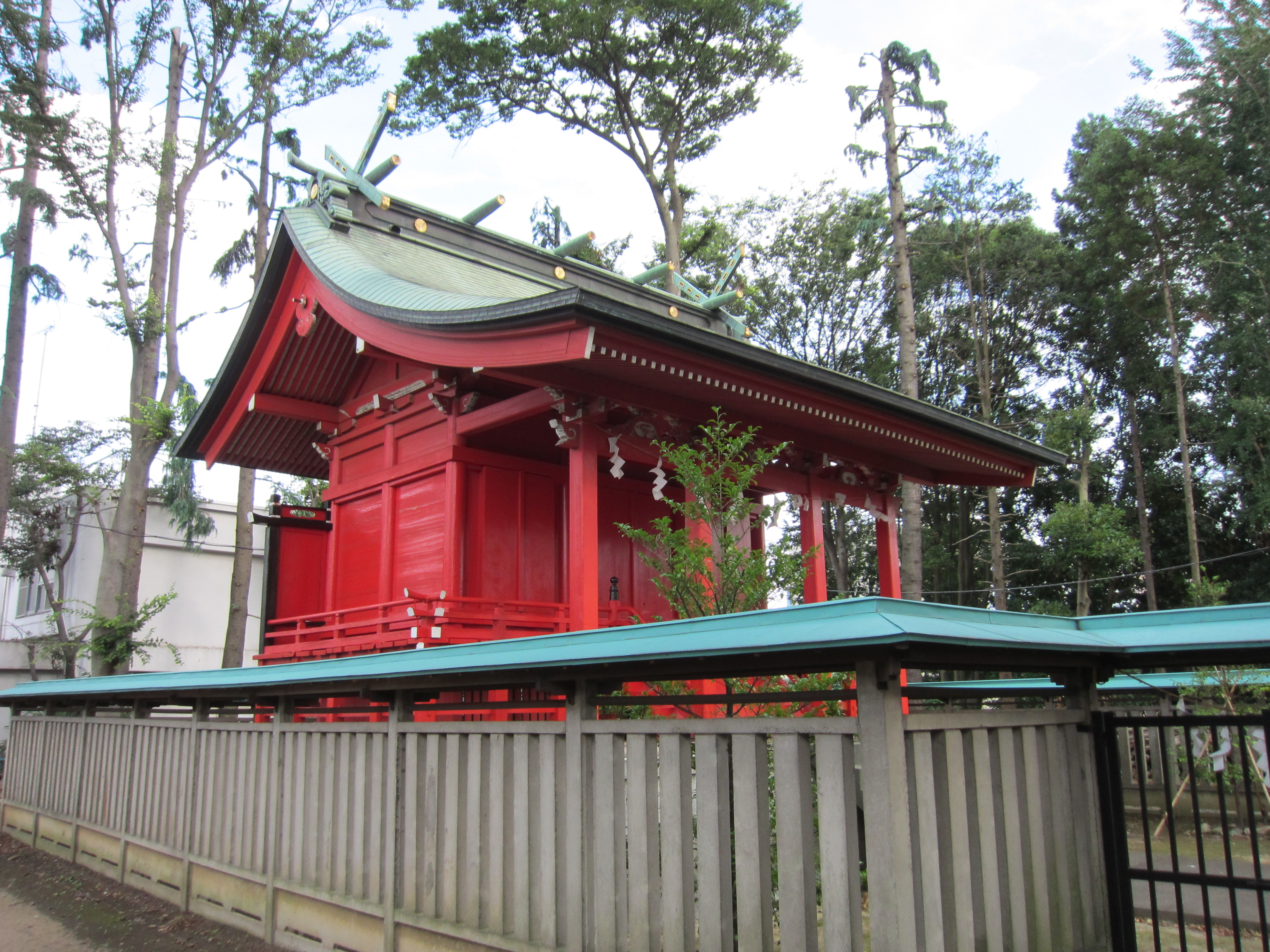
本殿
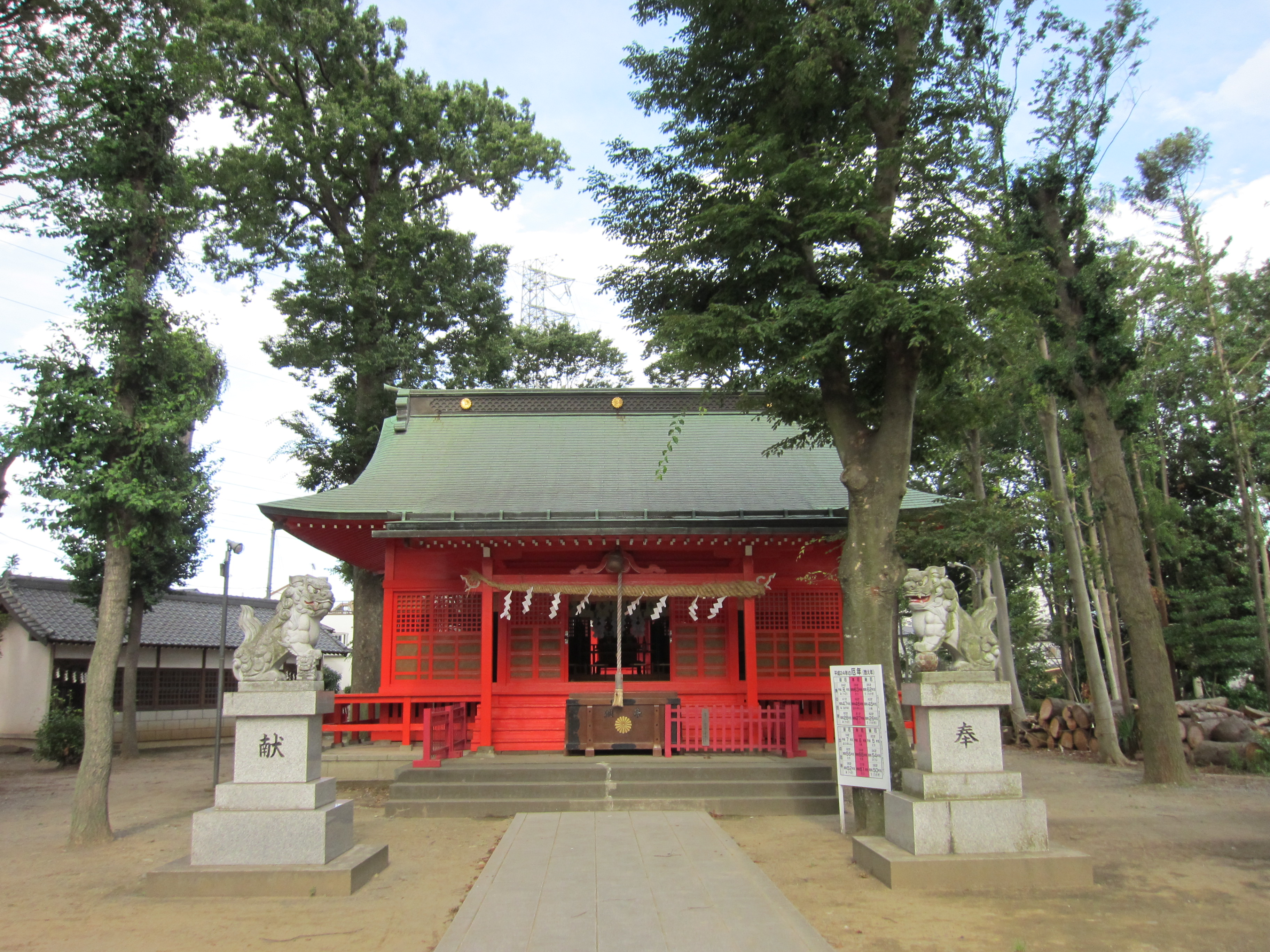
拝殿
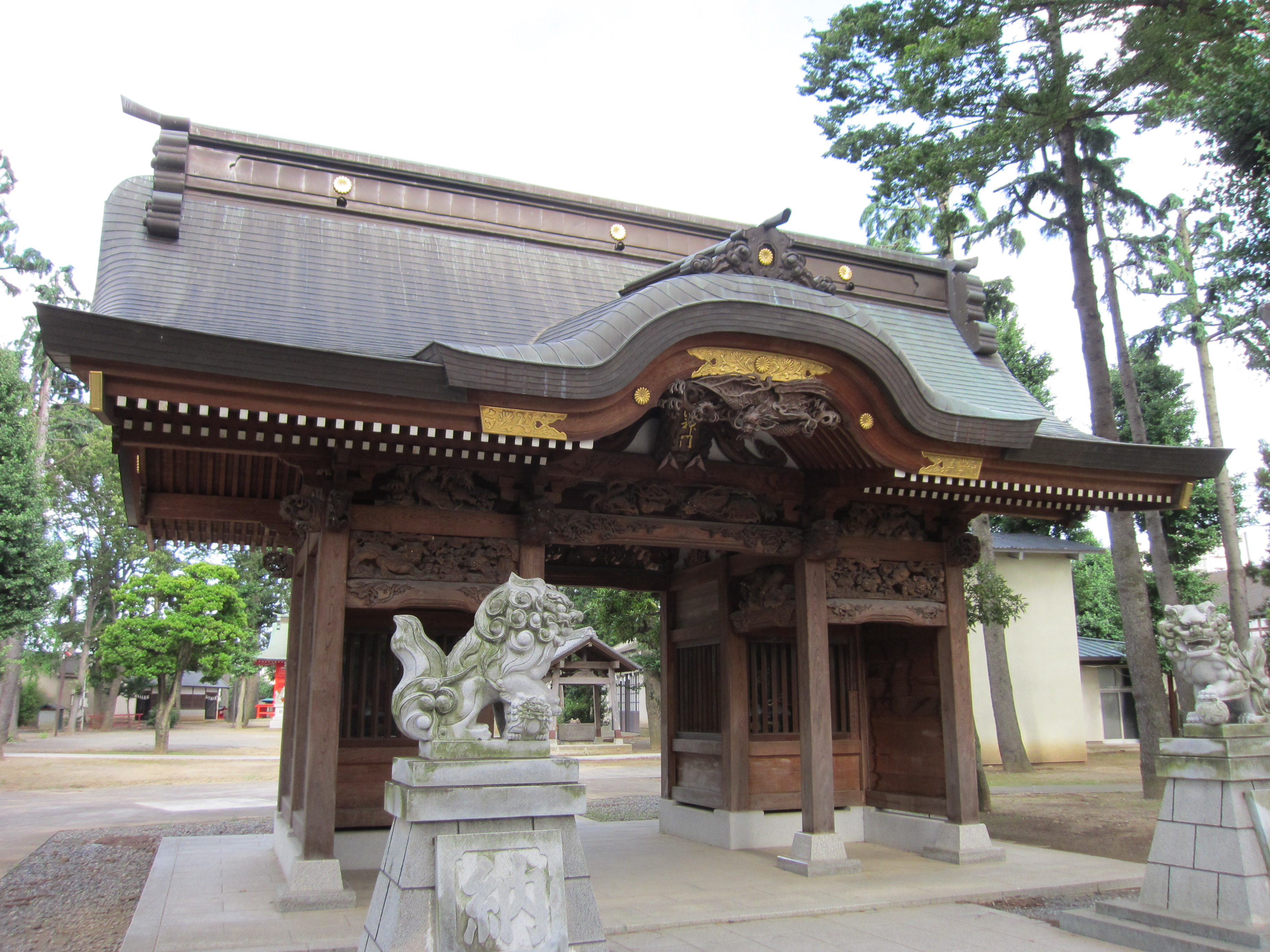
随神門
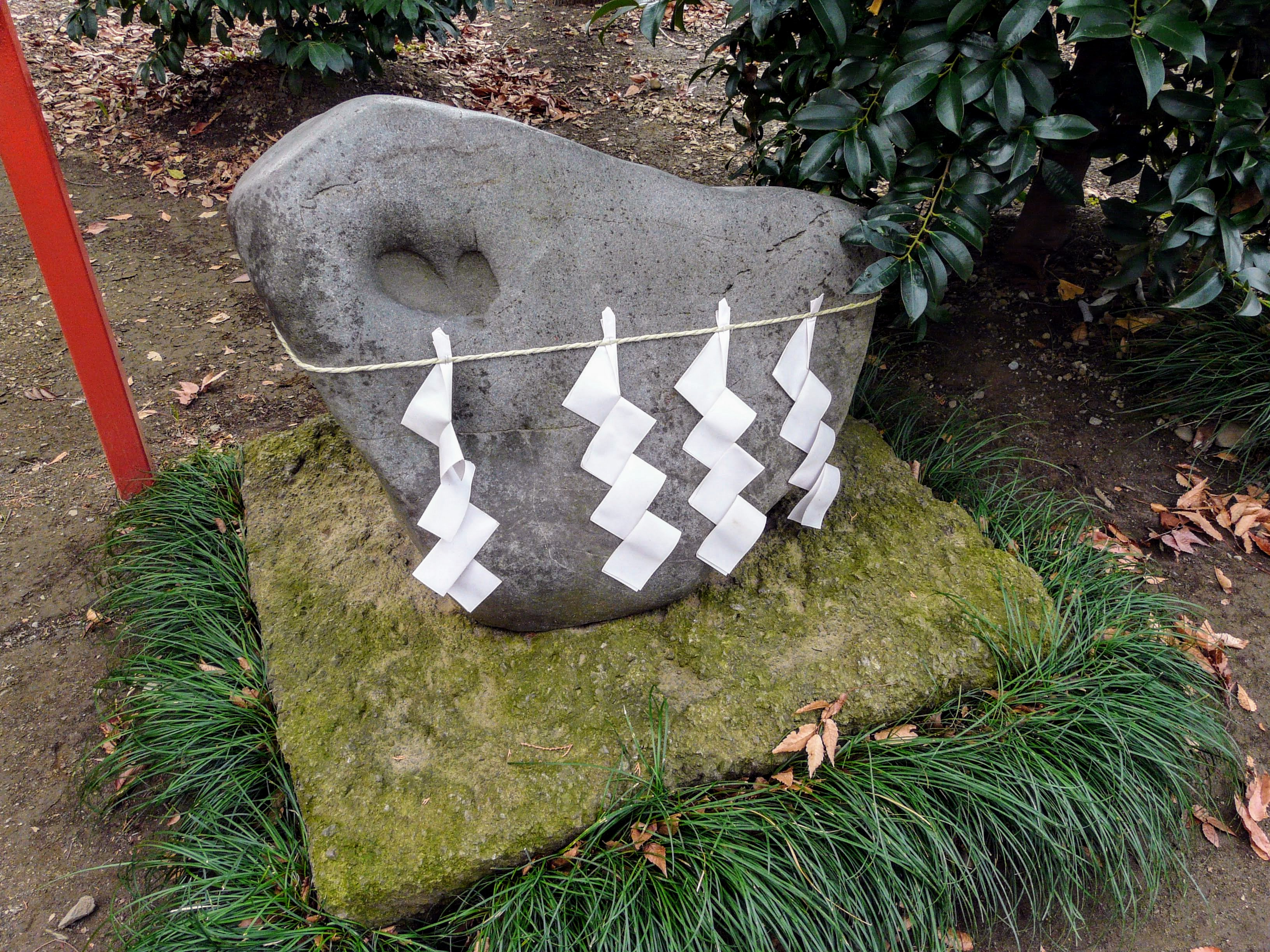
縁結びに御利益があるハート石

## 摂末社
- 伊勢神宮内宮 - 祭神：天照皇大神
- 伊勢神宮外宮 - 祭神：豊受大神
- 三嶋神宮 - 祭神：事代主命
- 八坂神社 - 祭神：須佐之男命
- 愛宕神社 - 祭神：軻遇突智命
- 安津神社 - 祭神：日本足彦國押人命
- 日代神社 - 祭神：大足彦忍代別命
- 鹿島神社 - 祭神：武甕槌命
- 子安神社 - 祭神：木花開耶姫命
- 厳島神社 - 祭神：市杵嶋姫命
- 方便神社 - 祭神：鹽土老翁命
- 堰宮神社 - 祭神：水分神
- 秋葉神社
- 稲荷神社

## 文化財
東京都指定有形文化財（彫刻）
指定名称：木像随身倚像 - 昭和50年2月6日に2躯指定。1974年（昭和49年）に、古い方の随身倚像挿首内に「元応元年十月二十九日、奉公人権津師丞源」の銘が、もう一方の随身倚像像内に「寛永五戊辰年三月二十五日相州鎌倉仏師大弍宗慶法印作之」の銘が見つかる。
鎌倉時代末期の元応元年（1319年）制作の随身倚像は、総高74.5ｃｍ。因幡法橋応円の作で権律師丞源により奉納された。その後、1628年（寛永5年）に鎌倉仏師大弐宗慶により彩色などの修復が行われる。その際、もう１躯が新調される。新調された１躯は総高52.3ｃｍ。どちらも檜材で制作され、胡粉地に彩色が施され、頭部は挿首、玉眼の寄木造りの木像。（小野神社所蔵、非公開 ）

## 年中行事
- 元旦祭 ： １月１日
- 節分祭 ： ２月節分
- 初午祭 ： ２月初午
- 祈念祭 ： ２月第２日曜日
- 末社祭 ： ４月第１日曜日
- 六所宮神幸祭 ： ５月５日
- 例大祭 ： ９月第２日曜日
- 新嘗祭 ： 11月第2日曜日
- 除夜祭 ： 12月大晦日[8]

## 現地情報
所在地
- 東京都多摩市一ノ宮1丁目18-8

交通アクセス
- 最寄駅：京王電鉄京王線 聖蹟桜ヶ丘駅 （徒歩約6分）